# Кинонаграда MTV за лучшее появление без рубашки
Список лауреатов и номинантов кинонаграды MTV в категории «Лучшее появление без рубашки» (англ. Best Shirtless Performance)
| Церемония | Год церемонии | Лауреат                                          | Номинанты |
| --------- | ------------- | ------------------------------------------------ | --- |
| 22-я      | 2013          | Тейлор Лотнер — Сумерки. Сага: Рассвет — Часть 2 | - Кристиан Бейл — Темный рыцарь: Возрождение легенды - Дэниел Крейг — 007: Координаты "Скайфолл" - Сет Макфарлейн — Третий лишний - Ченнинг Тейтум — Супер Майк   |
| 23-я      | 2014          | Зак Эфрон — Этот неловкий момент                 | - Дженнифер Энистон — Мы — Миллеры - Крис Хемсворт — Тор 2: Царство тьмы - Сэм Клафлин — Голодные игры: И вспыхнет пламя - Леонардо Ди Каприо — Волк с Уолл-стрит |
| 24-я      | 2015          | Зак Эфрон — Соседи. На тропе войны               | - Ченнинг Татум — Охотник на лис - Энсел Эльгорт — Виноваты звёзды - Кейт Аптон — Другая женщина - Крис Прэтт — Стражи галактики                                  |